# Marc Ravalomanana

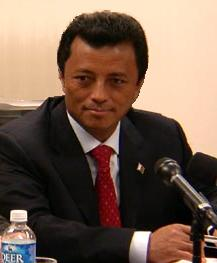
Marc Ravalomanana 2005

Marc Ravalomanana, född 12 december 1949, var mellan 22 februari 2002 och 17 mars 2009 Madagaskars president. Han var tidigare borgmästare. Ravalomanana vann i presidentvalet 16 december 2001 över Didier Ratsiraka, och lät med anledning av det utropa sig som president 22 februari 2002 i opposition till Ratsiraka. 5 juli samma år tvingades Ratsiraka att lämna landet, och Ravalomanana tog över makten helt.
Efter en maktstrid mellan honom och Andry Rajoelina, som följdes av omfattande folkliga protester, lämnade Ravalomanana ifrån sig makten till landets militär den 17 mars 2009. Dagen efter lämnade militären statschefsskapet till Rajoelina.
Sedan hans avgång har han bott i Swaziland och Sydafrika. I juni 2009 dömdes han i sin frånvaro till fyra års fängelse och $70 miljoner i böter för maktmissbruk.